# Кусяп Султангулов
Куся́п Султангу́лов (баш. Көҫәп Солтанғолов) — предводитель башкирского восстания 1735—1740, жил в ногайской даруге, тангаурского улуса. Сражался с отрядами «верных» татар, мишар и башкир, по приказу Татищева казнён.

## Биография
Участвовал в башкирском восстании и также в 1737 году вёл военные действия против лояльных власти: татар, мишар, а также башкир. В июле совершил набег на Казанскую дорогу. В этом походе он разгромил отряд Надыра Уразметова и других. Наиболее его крупным боем было нападение на правительственные войска Соймонова. В апреле 1738 года вёл переговоры с казахским Абулхаир-ханом о поддержке восстания, осенью когда он сопровождал его, он был арестован и казнён.

## Память
На съезде башкирского племени тангаур был открыт бюст Кусяпу Султангулову.